# Christian Lorenz
Christian Lorenz, detto Doktor Flake (Berlino Est, 16 novembre 1966), è un musicista e tastierista tedesco, famoso per essere il tastierista della band industrial metal Rammstein, nonché principale compositore delle canzoni della band insieme al chitarrista Richard Kruspe.

## Biografia

### Primi anni
È cresciuto e vive nel quartiere Prenzlauer Berg di Berlino Est.
Lorenz ha preso lezioni come pianista, ed è appassionato del rock and roll fin da ragazzo. Smise di prendere lezioni decidendo di suonare i vinili jazz di suo padre. All'età di sedici anni incominciò a lavorare come costruttore di giocattoli.

### Feeling B
Nel 1983, a 17 anni, incominciò a suonare nei Feeling B con Paul Landers e con Aljoscha Rompe, uno svizzero che viveva a Berlino Est. Fece parte della band per circa dieci anni.
Nel tempo la popolarità dei Feeling B crebbe velocemente, e alla fine della Repubblica Democratica Tedesca, era una delle più importanti e influenti band della Germania dell'est nonostante il loro status underground.
Flake viveva in un appartamento insieme a Paul a quei tempi. Quando non provavano, Landers e Flake vendevano giacche di cuoio sul mercato nero. Il gruppo si sciolse nel 1990. In occasioni speciali, i membri del gruppo si ritrovarono per concerti a festival punk fin quando Rompe non morì nel novembre 2000.

### Rammstein
Nel 1994 Till Lindemann, Richard Kruspe, Oliver Riedel e Christoph Schneider parteciparono e vinsero il concorso "Berlin Senate metro" che permise loro di registrare un demo professionale di quattro canzoni. In seguito Paul Landers si unì al gruppo e infine Flake, i quali furono (insieme a Schneider) gli inventori del nome "Rammstein". A questo punto il gruppo incominciò a lavorare al proprio primo album Herzeleid.
Durante i concerti Flake è solito suonare la tastiera camminando su un tapis roulant, regolando la velocità in base al ritmo della canzone; oltre alla tastiera suona anche la tromba durante Te quiero puta.
Il tastierista si distingue anche per la presenza scenica: nelle prime esecuzioni dal vivo del brano Bück dich lui e Lindemann erano soliti esibirsi in un finto atto di sodomia con un finto pene che spruzzava acqua; tale gesto venne compiuto anche al concerto del 5 giugno 1998 a Worcester (Massachusetts), portando i due artisti ad essere arrestati con l'accusa di atti osceni in luogo pubblico. Vennero tuttavia rilasciati il giorno dopo con una cauzione di 25$. Dopo mesi di dibatti legali, furono multati per circa 100$. Durante i brani Seemann e Haifisch, il tastierista "navigava" sopra la folla su un canotto. Lo stesso ha in seguito dichiarato di non farlo più in quanto si faceva troppo male e gli venivano strappati tutti i vestiti e ritornava sul palco praticamente nudo. Nella canzone Mein Teil ("La mia parte"), Flake viene cucinato con un lanciafiamme da Till in un'enorme pentola; nel live di Ich tu dir weh al Madison Square Garden Flake, dopo aver calciato Lindemann, viene adagiato da quest'ultimo in una vasca per poi versargli addosso una cascata di luce.
Durante un concerto a Göteborg (Svezia), il 30 luglio 2005, Lindemann fu ferito da Flake che correva sul palco con un segway che usava durante Links 2-3-4. Ciò causò la cancellazione dei concerti previsti in Asia in quel periodo.

### Soprannome
Christian Lorenz viene chiamato solitamente "Flake" (pronunciato alla tedesca, non all'inglese) o "Doktor" (Doktor viene dal fatto che sarebbe voluto diventare chirurgo ma non poté studiare poiché non rispose alla chiamata per il servizio di leva nella Germania dell'est).